# Arma antipersona

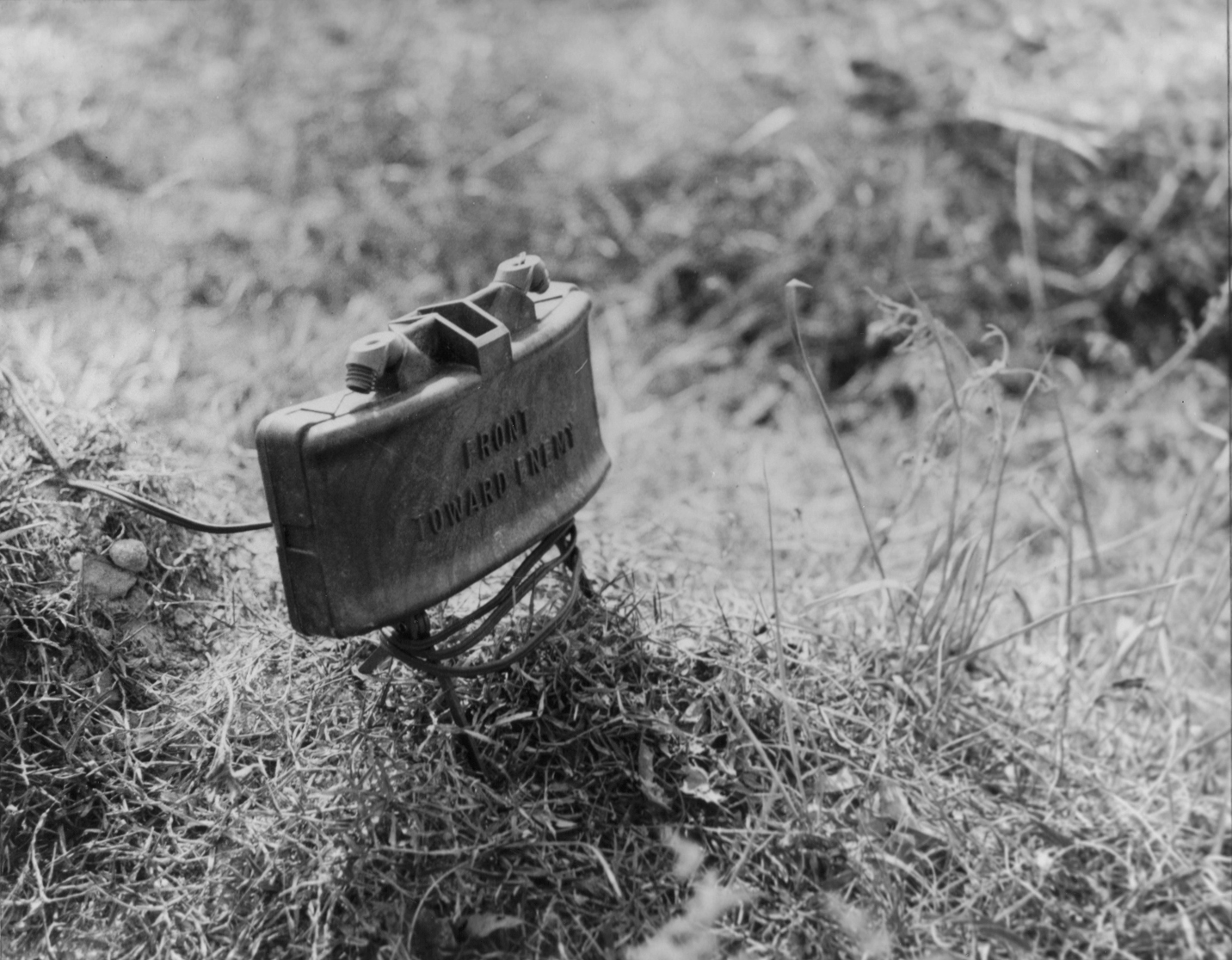
Cuando se detona la mina antipersona M18 Claymore estadounidense, envía 700 bolas de metal que viajan a alta velocidad. Estas bolas pueden matar o herir gravemente a cualquier persona en un radio de 100 metros de la explosión.

Un arma antipersona es un arma que se utiliza principalmente para mutilar o matar a la infantería y a otro personal que no esté detrás de un blindaje, en lugar de atacar estructuras o vehículos, o cazar. El desarrollo de fortificaciones defensivas y vehículos de combate dio lugar a armas diseñadas específicamente para atacarlos y, por tanto, a la necesidad de distinguir entre esos sistemas y los destinados a atacar a las personas. Por ejemplo, una mina terrestre antipersona explota en astillas pequeñas y afiladas que desgarran la carne pero tienen poco efecto en las superficies metálicas, mientras que las minas antitanque tienen un diseño considerablemente diferente y utilizan mucho más poder explosivo para causar daños a los vehículos de combate blindados, o utiliza penetradores formados explosivamente para perforar el blindaje.
Muchos sistemas de armas modernos pueden emplearse en diferentes funciones. Por ejemplo, el cañón principal de un tanque puede disparar munición perforante en la función antitanque, munición altamente explosiva en la función antiestructura y proyectiles de fragmentación en la función antipersona.
También hay clases de armas más exóticas, como bombas de neutrones, armas químicas y biológicas, que sólo están diseñadas para atacar a personas. Como hay una mayor crítica internacional hacia ellos, rara vez se utilizan. Por lo general, no se las denomina armas antipersona, sino por sus propios nombres o términos de grupo (por ejemplo, armas NBC), por los que están específicamente prohibidas. Estas armas a menudo causan muchos daños colaterales y pueden afectar a un gran número de civiles, además de causar consecuencias a largo plazo cuando no son detonadas en el caso de explosivos enterrados.

## Debates
Ha surgido un debate sobre si algunas armas principalmente antimateriales pueden usarse como armas antipersona. El rifle Barrett M82, estandarizado por el ejército estadounidense como M107, dispara una bala .50 BMG de gran calibre que penetra la mayoría de las paredes de ladrillo y bloques de hormigón comerciales. Es un fusil antimaterial designado como fusil de francotirador de aplicación especial y diseñado para usarse contra equipo militar (material), en lugar de contra otros combatientes. Es utilizado por muchos ejércitos de todo el mundo tanto en fuerzas regulares como en unidades de fuerzas especiales. Como utiliza una bala .50 BMG, esto ha generado algunos debates en las fuerzas armadas de los Estados Unidos sobre la legalidad de usar una bala de fusil antimaterial tan grande contra un ser humano. Ha habido informes persistentes de que algunos militares estadounidenses creen que el uso de .50 BMG en una función antipersonal directa está prohibido por las leyes de la guerra. Sin embargo, el Mayor Hays Parks afirma que «No existe ningún texto en el tratado (ni general ni específicamente) que respalde una limitación [del uso de .50 BMG] contra el personal, y su uso generalizado y prolongado en esta función sugiere que dicho empleo antipersonal es la práctica habitual de las naciones».
El Raufoss Mk 211 es un proyectil antimaterial multipropósito calibre .50 (12,7 × 99 mm OTAN) producido por Nammo (Nordic Ammunition Group, un fabricante de municiones de la industria militar noruega/finlandesa), bajo el nombre de modelo NM140 MP. Comúnmente se la conoce simplemente como multipropósito o Raufoss, que se refiere a la empresa matriz original de Nammo: Raufoss Ammunisjonsfabrikk («fábrica de municiones») en Raufoss, Noruega, establecida en 1896. El nombre «Mk 211» proviene de la nomenclatura «Mk 211 Mod 0» utilizada por el ejército estadounidense para esta ronda.
El nombre multipropósito se basa en que el proyectil tiene un componente perforante (núcleo de tungsteno), un explosivo y un componente incendiario, lo que lo hace capaz de penetrar objetivos con blindaje ligero y causar daños al personal dentro del objetivo después de la penetración. Es un proyectil adecuado para atacar helicópteros, aviones y vehículos ligeramente blindados, así como vehículos no blindados, y es capaz de encender combustible para aviones. El Mk 211 tiene aproximadamente el mismo poder destructivo que un proyectil estándar de 20 mm contra tales objetivos. El Mk 211 es una bala de francotirador calibre .50 muy popular que se utiliza en el fusil Barrett M82 y otros rifles .50 BMG. También se suele utilizar en ametralladoras pesadas como la Browning M2. Debido a su popularidad, varios fabricantes de armas estadounidenses producen este proyectil bajo licencia de NAMMO Raufoss AS. También existe una variante trazadora, la MK300, utilizada en la ametralladora pesada Browning.
Ha habido mucho debate sobre si el proyectil Mk 211 es legal para usar contra el personal o si se trata estrictamente de munición antimaterial. El Comité Internacional de la Cruz Roja ha buscado que se prohíban las municiones, debido a la preocupación por los componentes incendiarios y explosivos y sus efectos en el personal. Según la Declaración de San Petersburgo de 1868, el uso «militar o naval» de proyectiles explosivos o incendiarios con una masa inferior a 400 gramos está prohibido. Sin embargo, muy pocas naciones fueron partes de la Declaración de San Petersburgo, y esa declaración no rige la conducta de las partes no signatarias. Además, los Tratados de La Haya de 1899 y 1907 –que reemplazaron a la Declaración de San Petersburgo y fueron firmados por un círculo mucho más amplio de naciones– sí permiten el uso de ese tipo de munición para cañones automáticos y ametralladoras pesadas. Las ametralladoras que disparan munición de calibre .50/12,7 mm son ametralladoras pesadas. En el mejor de los casos, la posición del CICR sólo puede aplicarse a un pequeño grupo de naciones que fueron partes en la Declaración de San Petersburgo; en el peor de los casos, la posición del CICR se vuelve discutible tras más de 100 años de tratados internacionales posteriores.